# Ardara (ort)
Ardara (iriska: Ard an Rátha) är en ort i republiken Irland. Den ligger i grevskapet County Donegal och provinsen Ulster, i den norra delen av landet, vid floden Owentocker River. Ardara ligger 37 meter över havet och antalet invånare är 731.
Terrängen runt Ardara är kuperad söderut, men norrut är den platt. Trakten runt Ardara består i huvudsak av jordbruksmark. Nordväst om orten finns en havsvik.